# Лаура Голарса
Лаура Голарса (італ. Laura Golarsa, нар. 27 листопада 1967) — колишня італійська професійна тенісистка.
Здобула шість парних титулів туру  WTA, шість одиночних та три парні титули туру ITF. 
Найвищу одиночну позицію світового рейтингу — 39 місце досягнула 25 червня 1990, парну — 23 місце — 7 серпня 1995 року.
Завершила кар'єру 2001 року.

## Фінали Туру WTA

### Одиночний розряд 1 (0–1)
| Легенда           |   |
| WTA Championships | 0 |
| Tier I            | 0 |
| Tier II           | 0 |
| Tier III          | 0 |
| Tier IV & V       | 0 |

| Результат | Ранг | Дата          | Турнір        | Покриття | Опонент       | Рахунок  |
| --------- | ---- | ------------- | ------------- | -------- | ------------- | -------- |
| Поразка   | 1.   | 7 серпня 1988 | Афіни, Греція | Ґрунт    | Ізабель Куето | 0–6, 1–6 |

### Парний розряд 14 (6–8)
| Легенда           |   |
| WTA Championships | 0 |
| Tier I            | 0 |
| Tier II           | 1 |
| Tier III          | 2 |
| Tier IV & V       | 3 |

| Титули за покриттям |   |
| Тверде              | 2 |
| Ґрунт               | 3 |
| Трава               | 0 |
| Килим               | 1 |

| Результат | Ранг | Дата            | Турнір                            | Покриття   | Партнер            | Опоненти                              | Рахунок       |
| --------- | ---- | --------------- | --------------------------------- | ---------- | ------------------ | ------------------------------------- | ------------- |
| Перемога  | 1.   | 6 серпня 1989   | Sofia, Болгарія                   | Ґрунт      | Лаура Гарроне      | Зілке Маєр Елена Пампулова            | 6–4, 7–5      |
| Поразка   | 1.   | 13 травня 1990  | Мастерс Рим, Італія               | Ґрунт      | Лаура Гарроне      | Гелен Келесі Моніка Селеш             | 3–6, 4–6      |
| Перемога  | 2.   | 28 квітня 1991  | Bol Island, Yugoslavia            | Ґрунт      | Магдалена Малеєва  | Сандра Чеккіні Лаура Гарроне          | 6–3, 1–6, 6–4 |
| Поразка   | 2.   | 5 травня 1991   | Таранто, Італія                   | Килим      | Енн Гроссман       | Алексія Дешом-Баллере Флоренсія Лабат | 2–6, 5–7      |
| Поразка   | 3.   | 18 липня 1993   | ECM Prague Open, Чехія            | Тверде     | Кароліна Віс       | Інес Горрочатегі Патрісія Тарабіні    | 2–6, 1–6      |
| Перемога  | 3.   | 24 жовтня 1993  | Брайтон, England                  | Килим (i)  | Наталія Медведєва  | Анке Губер Лариса Савченко-Нейланд    | 6–3, 1–6, 6–4 |
| Перемога  | 4.   | 9 січня 1994    | Brisbane International, Австралія | Тверде     | Наталія Медведєва  | Дженні Бірн Рейчел Макквіллан         | 6–3, 6–1      |
| Поразка   | 4.   | 15 травня 1994  | ECM Prague Open, Чехія            | Ґрунт      | Крісті Богерт      | Аманда Кетцер Лінда Вілд              | 4–6, 6–3, 2–6 |
| Поразка   | 5.   | 24 вересня 1994 | Кубок Кремля, Росія               | Килим (i)  | Кароліна Віс       | Олена Макарова Євгенія Манюкова       | 6–7, 4–6      |
| Поразка   | 6.   | 5 лютого 1995   | ASB Classic, Нова Зеландія        | Тверде     | Кароліна Віс       | Джилл Гетерінгтон Елна Рейнах         | 6–7, 2–6      |
| Перемога  | 5.   | 19 лютого 1995  | Оклагома-Сіті, USA                | Тверде (i) | Ніколь Арендт      | Катріна Адамс Бренда Шульц-Маккарті   | 6–4, 6–3      |
| Поразка   | 7.   | 5 березня 1995  | Сан-Хуан, Пуерто-Рико             | Тверде     | Лінда Вілд         | Карін Кшвендт Rene Collins            | 2–6, 6–0, 4–6 |
| Поразка   | 8.   | 30 квітня 1995  | Zagreb, Хорватія                  | Ґрунт      | Іріна Спирля       | Мерседес Пас Rene Collins             | 5–7, 2–6      |
| Перемога  | 6.   | 16 травня 1999  | Diamond Games, Бельгія            | Ґрунт      | Катарина Среботнік | Луїс Флемінг Меган Шонессі            | 6–4, 6–2      |

## Фінали ITF

### Одиночний розряд (6-4)
| Турніри $100,000 |
| Турніри $75,000  |
| Турніри $50,000  |
| Турніри $25,000  |
| Турніри $10,000  |

| Результат | Ранг | Дата            | Турнір                  | Покриття   | Опонент in the final | Рахунок        |
| Поразка   | 1.   | 15 квітня 1985  | Caserta, Італія         | Ґрунт      | Лаура Гарроне        | 7-5 2-6 4-6    |
| Перемога  | 2.   | 22 квітня 1985  | Monviso, Італія         | Ґрунт      | Патрісія Тарабіні    | 6-4 6-3        |
| Перемога  | 3.   | 9 вересня 1985  | Manhasset, США          | Ґрунт      | Ева Крапль           | 7-6(4) 6-2     |
| Поразка   | 4.   | 28 липня 1986   | Sezze, Італія           | Ґрунт      | Барбара Романо       | 2-6, 2-6       |
| Перемога  | 5.   | 12 вересня 1988 | Arzachena, Італія       | Ґрунт      | Rosa Bielsa          | 6-2 6-2        |
| Поразка   | 6.   | 10 квітня 1989  | Палермо, Італія         | Ґрунт      | Дженін Томпсон       | 2-6 7-6 4-6    |
| Перемога  | 7.   | 9 квітня 1990   | Барі, Італія            | Ґрунт      | Вікторія Мильвидська | 6-3 6-4        |
| Перемога  | 8.   | 3 вересня 1990  | Arzachena, Італія       | Ґрунт      | Забіне Герке         | 7-6(10) 7-6(6) |
| Поразка   | 9.   | 10 серпня 1997  | Salt Lake City, США     | Тверде     | Лі Фан               | 3-6 2-6        |
| Перемога  | 10.  | 7 грудня 1997   | Cergy-Pontoise, Франція | Тверде (i) | Анн-Гель Сідо        | 4-6 7-5 7-6    |

### Парний розряд (3-3)
| Результат | Ранг | Дата            | Місце                        | Покриття  | Партнер                | Опоненти in the final                | Рахунок       |
| Поразка   | 1.   | 15 вересня 1986 | Софія, Болгарія              | Ґрунт     | Маріанне ван дер Торре | Наталія Єгорова Вікторія Мильвидська | 0-6, 2-6      |
| Перемога  | 2.   | 7 вересня 1992  | Arzachena, Італія            | Ґрунт     | Лаура Гарроне          | Лінда Феррандо Сільвія Фаріна-Елія   | 6-4 4-6 6-4   |
| Перемога  | 3.   | 25 лютого 1996  | Redbridge, Велика Британія   | Тверде    | Джулі Стівен           | Іветте Бастінг Кім де Вейлле         | 6-3 6-4       |
| Поразка   | 4.   | 26 лютого 1996  | Southampton, Велика Британія | Килим (i) | Тіна Кріжан            | Валда Лейк Клер Вуд                  | 4–6, 6–4, 3–6 |
| Перемога  | 5.   | 27 липня 1997   | İstanbul, Туреччина          | Тверде    | Мерседес Пас           | Сільвія Плішке Марлен Вайнгартнер    | 3-6 6-3 6-3   |
| Поразка   | 6.   | 7 березня 1999  | Дубай, ОАЕ                   | Тверде    | Ірина Селютіна         | Оса Свенссон Лоранс Куртуа           | 3–6, 7–6, 0–6 |